# Attalea macrolepis
Attalea macrolepis är en enhjärtbladig växtart som först beskrevs av Karl Ewald Maximilian Burret, och fick sitt nu gällande namn av Jan Gerard Wessels Boer. Attalea macrolepis ingår i släktet Attalea och familjen Arecaceae. Inga underarter finns listade i Catalogue of Life.